# قوة الدفاع الذاتي البحرية اليابانية

علم قوة الدفاع البحرية اليابانية

قوة الدفاع الذاتي البحرية اليابانية هي سلاح البحرية في قوات الدفاع الذاتي اليابانية مسئولة عن الدفاع البحري في اليابان. أنشأت عقب تفكك البحرية الإمبراطورية اليابانية بعد انتهاء الحرب العالمية الثانية.

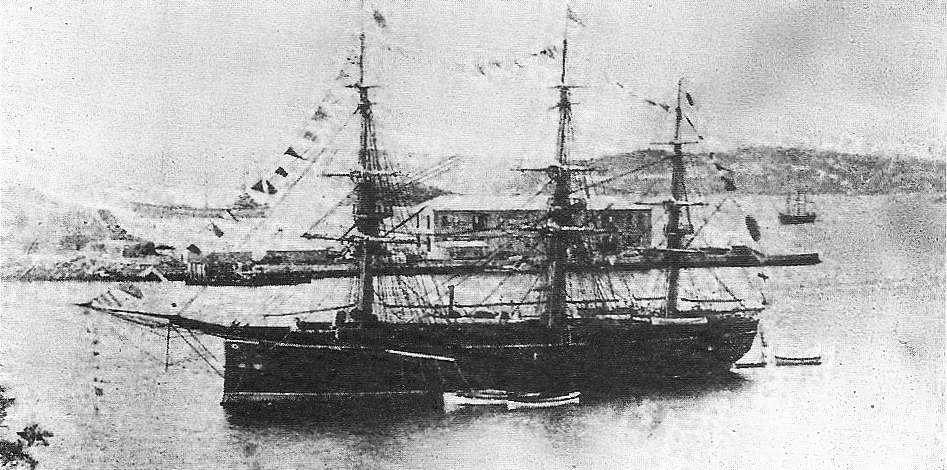
سفينة حربية يابانية

تمتلك قوات الدفاع الذاتي أسطولا كبيرا، يتشكل معظمه من مدمرات. كما لها قدرات محددة على تنفيذ عمليات الإبحار العميق. أسلحة القوات البحرية توصف بأنها أسلحة دفاعية، حيث تفتقد القوات البحرية حاليا لأنواع الأسلحة الهجومية التي تمتلكها قوات بحرية لها نفس الحجم من الأساطيل البحرية. حيث أن مهمة قوات الدفاع الذاتي البحرية الحالية تتمثل في التحكم والسيطرة على سواحل البلاد والقيام بدوريات في المياه الإقليمية.

## معرض صور

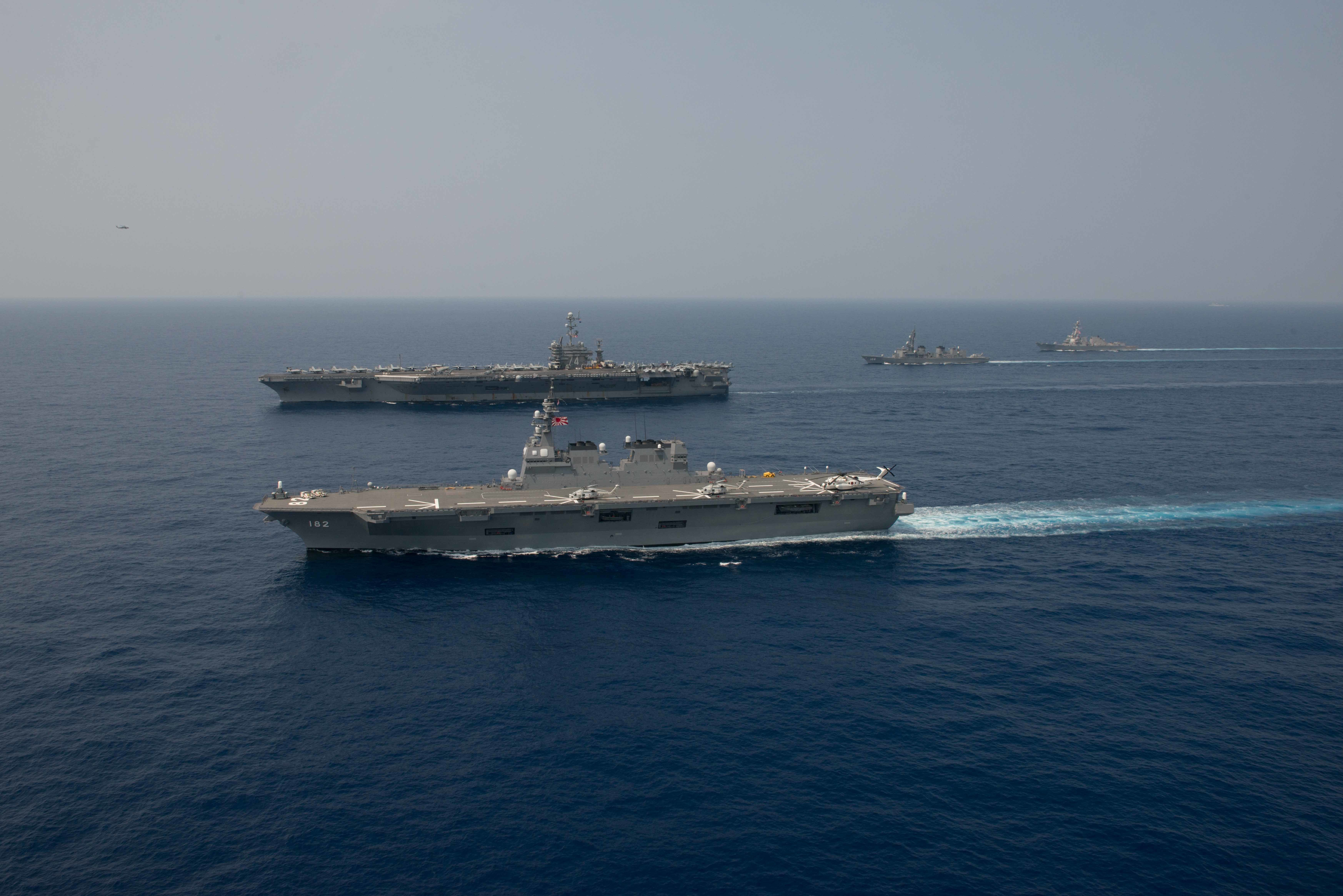
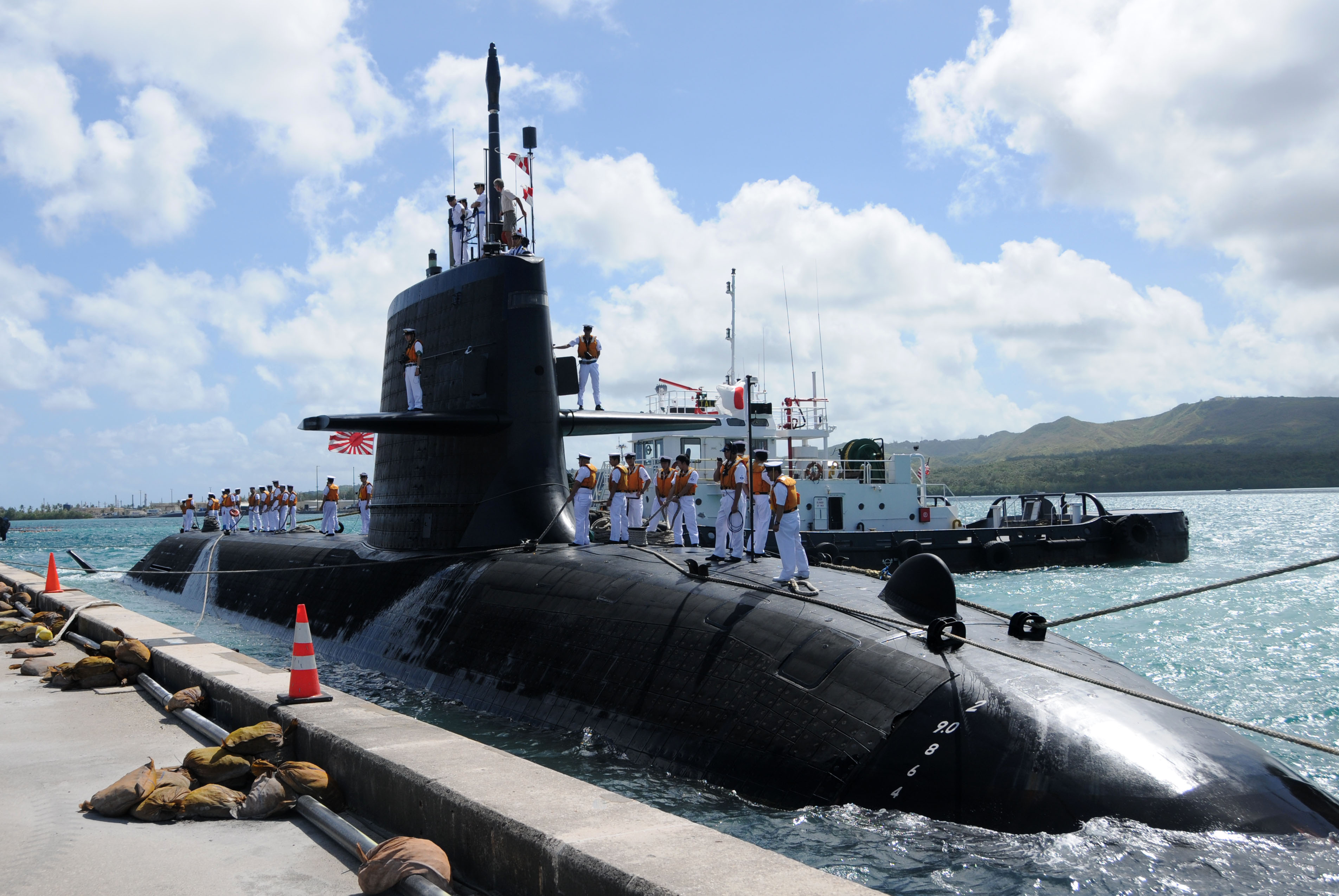
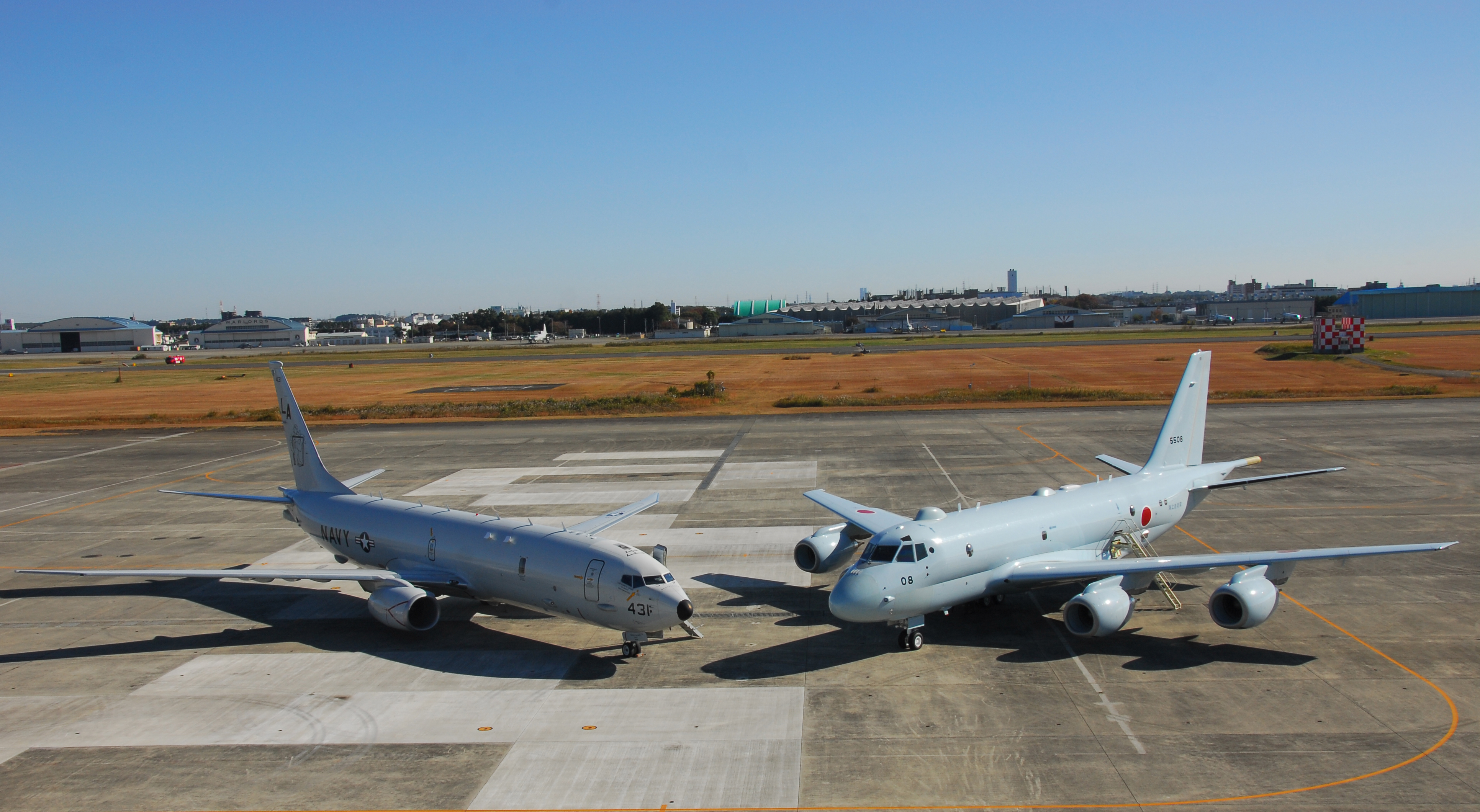
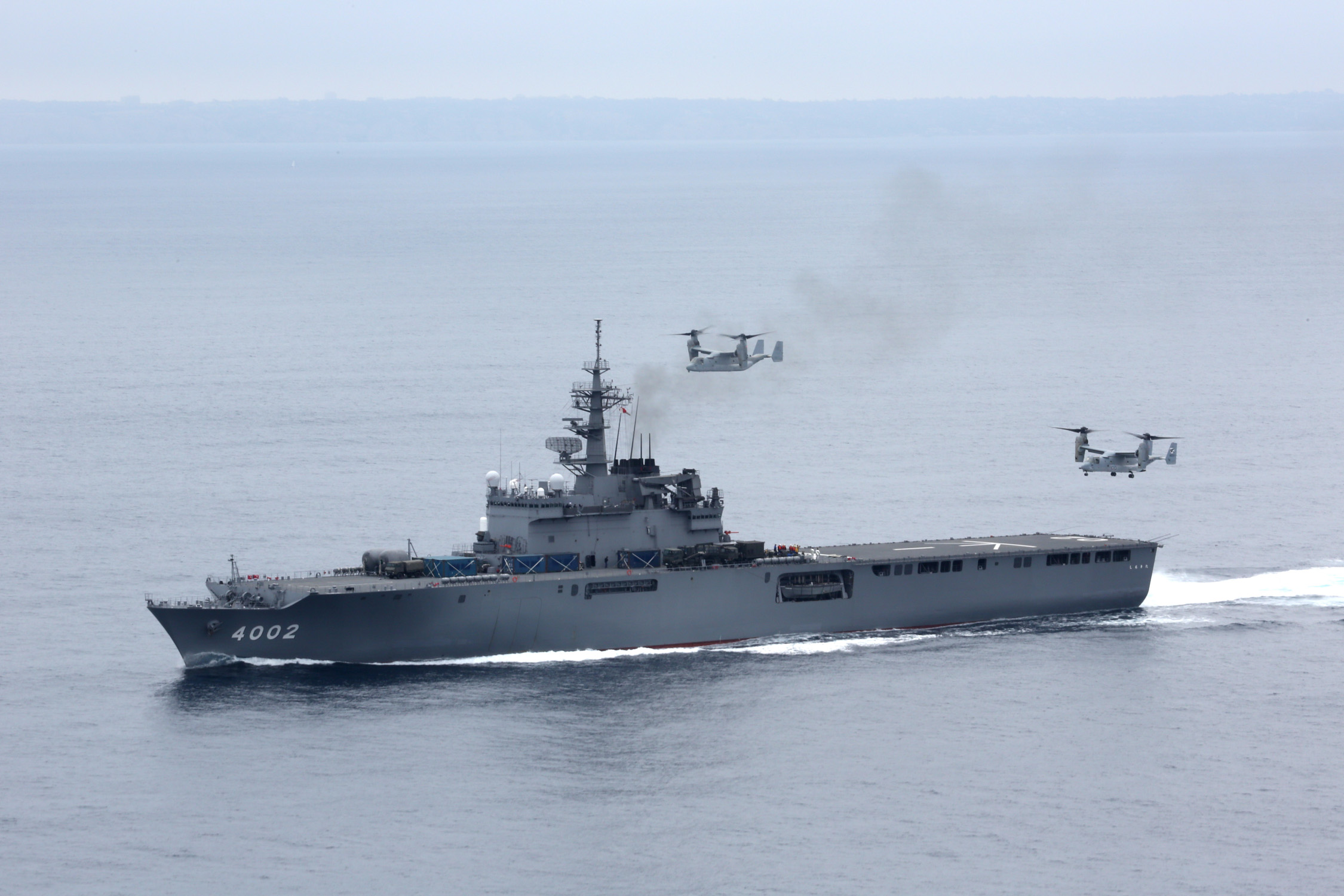
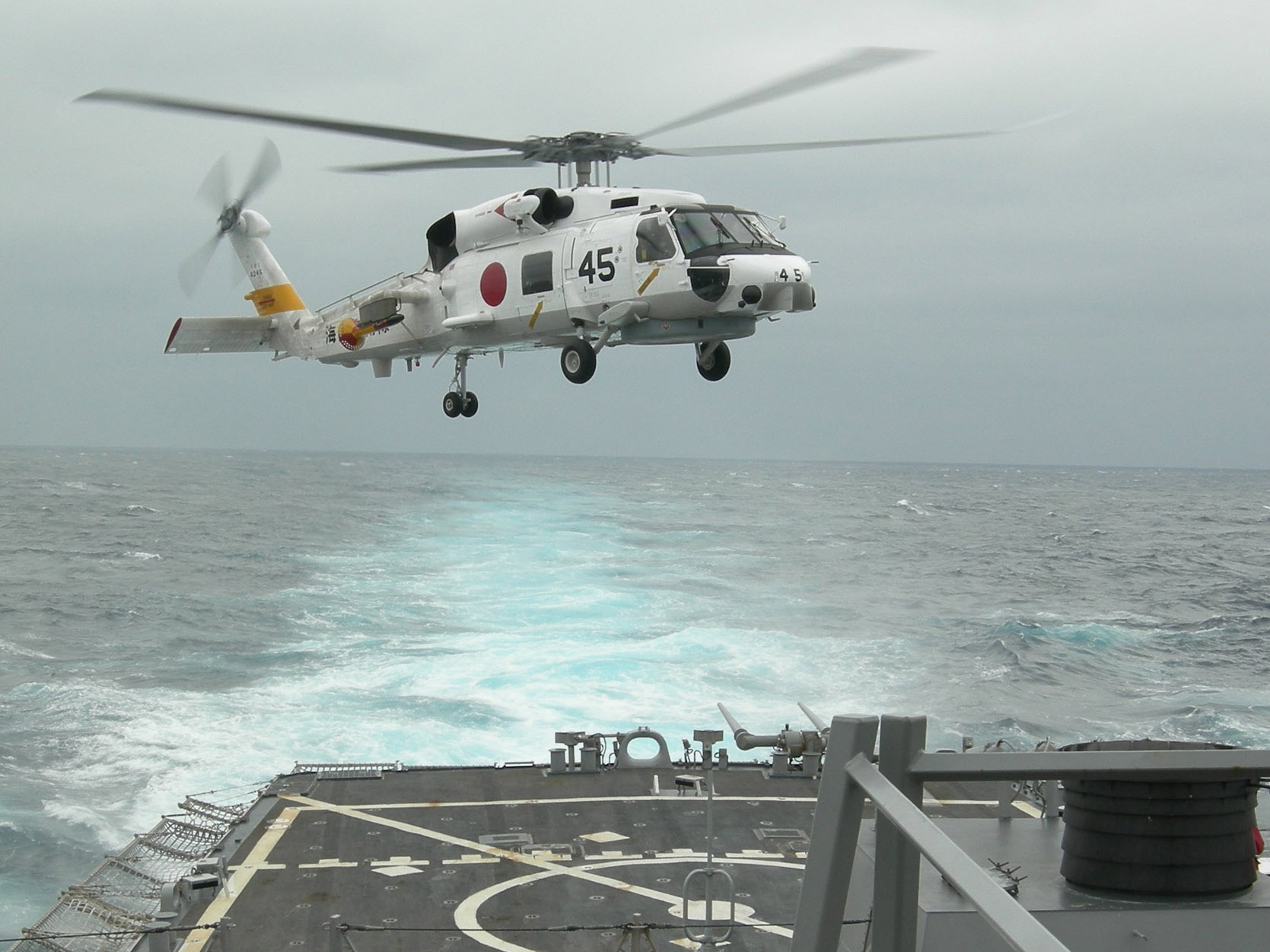

## اقرأ أيضا
- البحرية الإمبراطورية اليابانية
- قوات الدفاع الذاتي اليابانية
- تكتيكات الصدم والفر